# Ville Laihiala
Ville Laihiala (Född 13 juni,  1973 i Uleåborg, Finland) har varit sångare i numera splittrade Sentenced, men är nu sångare och gitarrist i gruppen Poisonblack.
Han har även medverkat i barnprogram.

## Diskografi (urval)
Album med Sentenced
- Down (1996)
- Frozen (1998)
- Crimson (2000)
- The Cold White Light (2002)
- The Funeral Album (2005)
- Buried Alive (2006) (livealbum)

Album med Poisonblack
- Escapexstacy (2003)
- Lust Stained Despair (2006)
- A Dead Heavy Day (2008)
- Of Rust and Bones (2010)
- Drive (2011)
- Lyijy (2013)